# Britse Aziaten
Britse Aziaten (Engels: British Asians) of Aziatische Britten zijn Britten van Aziatische afkomst. Ze vormen de op een na grootste bevolkingsgroep in het Verenigd Koninkrijk met op 2021, 5,76 miljoen mensen.
Met Britse Aziaten worden Britten bedoeld die hun afkomst vinden in Zuid-Azië, Oost-Azië, Zuidoost-Azië, Centraal-Azië en West-Azië. 
In het Brits-Engels verwijst de term 'Aziatisch', vooral in minder formele contexten, gewoonlijk naar mensen die hun voorouders herleiden tot het Indisch subcontinent of Zuid-Azië, in tegenstelling tot andere Westerse landen, zoals de Verenigde Staten, waar de term 'Aziatisch' meestal verwijst naar mensen uit het Verre Oosten (Oost-Azië en Zuidoost-Azië).

## Geschiedenis
De geschiedenis van Aziaten in het Verenigd Koninkrijk begon vooral toen er in Britse koloniën in Azië lascars (zeelieden en militieleden) naar havensteden in Groot-Brittannië werden gebracht. De immigratie van kleine aantallen Zuid-Aziaten naar Engeland begon met de komst van de Oost-Indische Compagnie naar het Indisch subcontinent en het verval van het Mogolrijk aan het einde van de 16e eeuw. 
Vanuit Brits-Indië kwamen er ook Indiërs naar Groot-Brittannië, hoewel het merendeel van hen tijdelijk kwam en terugkeerde. Er kwamen migranten in grotere aantallen toen de onafhankelijkheidsbeweging in India uiteindelijk leidde tot de opdeling van 1947, wat resulteerde in de hedendaagse landen India, Pakistan en Bangladesh. De grootste migratiegolf vanuit Azië naar het Verenigd Koninkrijk kwam er na de Tweede Wereldoorlog, met de herovering van Hongkong, het uiteenvallen van het Britse Rijk en de onafhankelijkheid van Pakistan, India, Sri Lanka en later Bangladesh (voorheen Oost-Pakistan).
In de jaren zestig vond er ook een toestroom van Aziatische immigranten plaats na hun verdrijving uit Afrikaanse landen zoals Oeganda, Kenia en Tanzania.

## Cultuur
Britse Aziaten hebben op verschillende manieren bijgedragen aan het Verenigd Koninkrijk. Zo hebben veel Britse Aziaten een belangrijke bijdrage geleverd aan de economie van het land door leiding te geven en te innoveren in grote Britse en internationale industrieën. Vanwege hun commerciële succes, hierdoor worden veel Britse Aziaten beschouwd als mensen uit de welvarende middenklasse.
De grootste invloed van  vooral Zuid-Aziaten op de Britse cultuur is de verspreiding van de Indiase keuken geweest, grotendeels van de Indiase restaurants in Groot-Brittannië worden gerund door Sylhetis.

### Etniciteit
Behalve de land van herkomst kunnen Britse Aziaten ook verdeeld worden in andere subgroepen gebaseerd op etniciteit. 
Britse Indiërs zijn voornamelijk afkomstig uit de twee Indiase staten, Punjab en Gujarat. Britse Pakistanen zijn voornamelijk afkomstig uit de districten Mirpur in Azad Kasjmir en Attock in Punjab, gevolgd door Pasjtoens. Britse Bengalezen zo'n 95 procent zijn voornamelijk afkomstig uit Sylhet, gelegen in het noordoosten van Bangladesh. Britse Chinezen zijn voornamelijk afkomstig uit voormalige Britse koloniën, zoals Hongkong, maar ook uit gebieden in Zuidoost-Azië.

### Religie
Britse Aziaten kunnen worden verdeeld in verschillende religies. In 2011 vormden moslims 43% van de groep, terwijl hindoes ruim 18% uitmaakte en christenen bijna 11%. Sikhs vormen bijna 9% van de Britse Aziaten, en 3,5% zijn boeddhisten, met minderheden van jaïnisten en zoroastristen.

### Taal
Chinese Britten spreken de talen Mandarijn, Kantonees, Min en Hakka. Britse Indiërs spreken voornamelijk Punjabi, Gujarati, Kutchi, Hindoestani (Hindi-Urdu), Bengaals, Tamil, Telugu en Malayalam. Britse Pakistanen spreken vooral Urdu, Punjabi (Mirpuri en Hindko dialecten), Sindhi, Pasjtoe. Mensen uit Bangladesh spreken voornamelijk Sylheti-Bengaals en andere Bengaalse dialecten. Mensen uit Sri Lanka spreken vooral Tamil en Singalees. Sprekers van verschillende dialecten noemen hun dialecten meestal bij de hoofdtaal. 

## Politiek

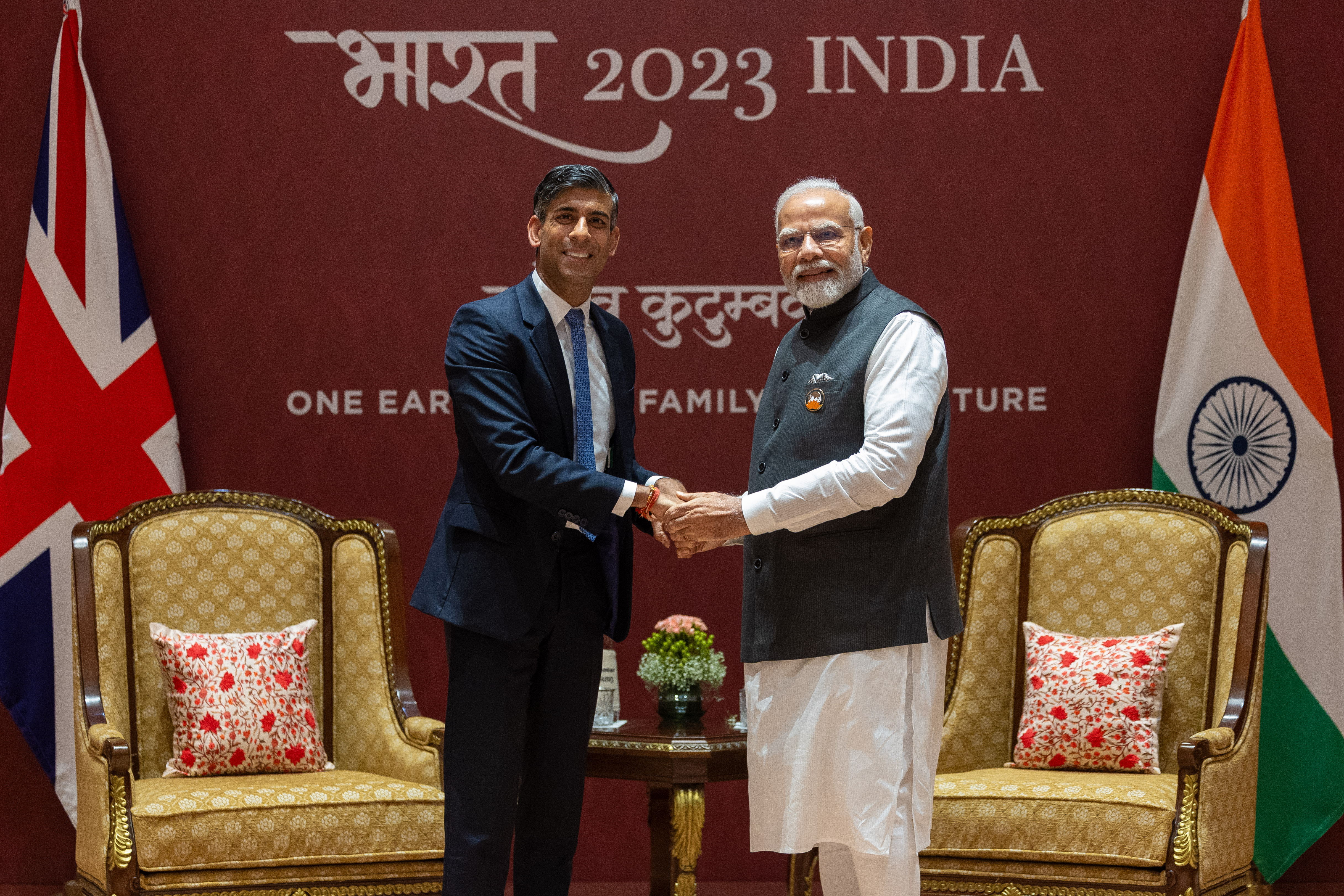
Premier Rishi Sunak ontmoet tijdens de G20-bijeenkomst de premier van India, Narendra Modi.

Vooral in de jaren 2010 hebben Britse Aziaten posities met een hoog politiek ambt bekleed; Sadiq Khan (van Pakistaanse afkomst) werd in 2016 burgemeester van Londen, Rishi Sunak (van Indiase afkomst) werd in 2022 de eerste Brits-Aziatische premier van het Verenigd Koninkrijk en Humza Yousaf (ook van Pakistaanse afkomst) werd in 2023 minister van Schotland. 

### Discriminatie

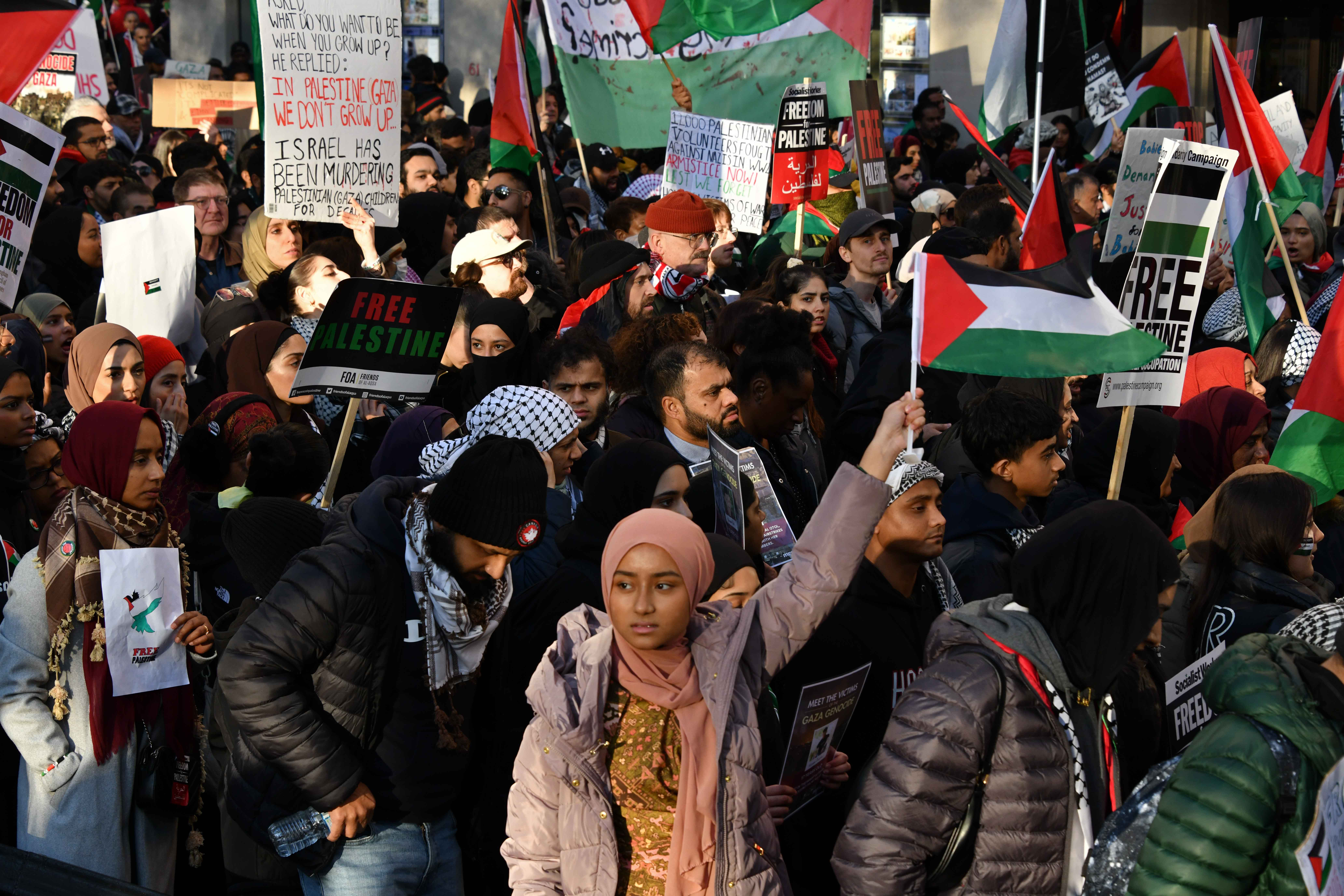
Britse Aziaten bij een pro-Palestijns anti-oorlogsprotest in Londen, 11 november 2023

Britse Aziaten zijn historisch gezien onderworpen aan verschillende vormen van discriminatie en racisme vooral tijdens een toegenomen immigratiegolf vanuit Zuid-Azië naar Groot-Brittannië in de 20e eeuw.
Na de Rivers of Blood-toespraak van Enoch Powell en de oprichting van het Front National eind jaren zestig kreeg vooral de Zuid-Aziatische gemeenschap te maken met discriminatie. Dit ging vooral om openlijk racisme in de vorm van Paki-bashing, voornamelijk door white power skinheads, het National Front en de British National Party in de jaren zeventig en tachtig. 
Er werd gerekend op eigenrichting als zelfverdediging tegen discriminatief en racistisch gemotiveerd geweld en intimidatie vaak door Brits-Aziatische jongeren in de jaren zeventig en tachtig die een aantal antiracistische Aziatische jeugdbewegingen oprichtte, waaronder de Bradford Youth Movement in 1977. de Slag om Brick Lane na de moord op Altab Ali in 1978, en de Newham Youth Movement na de moord op Akhtar Ali Baig in 1980.